# كوثر شفيق
كوثر شفيق (23 ديسمبر 1930 -)، ممثلة مصرية.

## عن حياتها
عملت في السينما من خلال الأدوار الثانوية، بدأت حياتها في الأدوار الصغيرة، وظلت تتنقل بين تلك الأدوار على الشاشة، تزوجت من المخرج عز الدين ذو الفقار في نهاية خمسينات القرن العشرين وأنجبت له دينا، واستمر زواجهما حتى وفاته عام 1963 واعتزلت الفن عام 1979.

## أعمال شاركت فيها

### أفلام
- الحياة الحب
- الوسادة الخالية
- الحرام
- عدو المرأة
- الخروج من الجنة
- معسكر البنات
- ولا عزاء للسيدات
- كانت أيام
- مطاردة غرامية

### مسلسلات
- الرقم المجهول

## وصلات خارجية
- كوثر شفيق على موقع IMDb (الإنجليزية)
- كوثر شفيق على موقع الدهليز
- كوثر شفيق على موقع قاعدة بيانات الأفلام العربية